# 坂本大志
坂本 大志（さかもと まさし、1979年10月23日 - ）は、日本の競技麻雀団体・最高位戦日本プロ麻雀協会に所属するプロ雀士である。神奈川県出身。

## 経歴
2006年に最高位戦日本プロ麻雀協会の第31期前期会員としてプロ雀士となる。入会後、優駿杯や野口賞といったタイトル戦で上位の成績を収め、雀士としての頭角を現した。同じく最高位戦に所属する園田賢が主催していた研究会には幹事として参加し、最高位戦と日本プロ麻雀協会が共催している麻雀大会「TwinCup」の発起人としても携わる。2017年に設立された対局場「最高位戦道場」（東京都千代田区）では道場長を担当している。
坂本は主要なタイトル戦でも成績を残している。まず、2009年には第4期最高位戦Classicにおいて優勝を収めた。2014年の第8期RMUクラウンでは2位となり、2016年の第14期日本オープンでも決勝に進出するが4位に終わった。2018年には麻雀駅伝に最高位戦日本プロ麻雀協会チームとして出場し、団体優勝を果たしている。その翌年には第27期發王戦決勝に進出するも敗れるが、所属団体のAリーグで2位のスコアを残し、プロ歴14年目で初進出となる最高位決定戦で同タイトルを手にした。現最高位の肩書きを背負って出場した麻雀最強戦2019ファイナルでは、予選A卓3位の成績で敗退したが、2020年の四神降臨王座決定戦では他団体の現タイトルホルダーを抑えての優勝を飾った。しかし、その1週間後には坂本が新型コロナウイルスを罹患していることが所属団体から公表されたが、のちに退院を果たしている。
2023年6月より開催されたMトーナメント2023に出場。予選1stステージではMリーガーの萩原聖人・佐々木寿人に近藤久春（連盟）を加えた卓で萩原に次ぐ2着で勝ち上がり、2ndステージでは団体推薦選手4名の混戦を制してファイナルステージに進出。ベスト16では渋川難波・白鳥翔・本田朋広のMリーガー3名を相手に2着2着でトータルトップとなってセミファイナル進出、更にセミファイナルではMリーグ2022-23優勝の渋谷ABEMAS 多井隆晴・松本吉弘の両名を下し、石立岳大（連盟）と共にファイナル進出を果たす。

## 雀風・人物
- 場況読みに重きを置いた門前型の雀風を持つ[21]。
- 園田からは「努力の人」と評されており[22]、自団体の中でも練習量の多さを指摘する声がある[5][22]。真摯に技術研鑽へ取り組む姿勢から名付けられたキャッチフレーズは「麻雀生徒会長」[23]
- 本人曰く、趣味は食事[2]。
- 涙脆い面があるのか、村上淳が第8期日本オープンでオーラスアガれば優勝の場面を後ろで観戦していた際、村上が早い巡目で平和のテンパイを入れた時点で既に泣いていたり、近藤誠一がA1リーグ最終節で逆転残留を果たした際も泣いていた。

## 獲得タイトル
個人タイトル
- 最高位戦Classic 優勝 1期（第4期[2]）
- 最高位 1期（第44期[2]）
- 四神降臨2020王座決定戦 優勝[4]

団体タイトル
- 麻雀駅伝2018 優勝[3]